# USTA Challenger of Redding
Lo USTA Challenger of Redding è un torneo professionistico di tennis giocato su campi in cemento. Fa parte dell'ITF Women's Circuit. Si gioca annualmente a Redding negli Stati Uniti.

## Albo d'oro

### Singolare
| Anno | Campionessa        | Finalista      | Punteggio     |
| ---- | ------------------ | -------------- | ------------- |
| 2011 | Julia Boserup      | Ol'ga Pučkova  | 6–4, 2–6, 6–3 |
| 2012 | Chelsey Gullickson | Allie Will     | 6–3, 4–6, 6–2 |
| 2013 | Adriana Pérez      | Robin Anderson | 2–6, 6–2, 6–1 |

### Doppio
| Anno | Campionesse                  | Finaliste                        | Punteggio             |
| ---- | ---------------------------- | -------------------------------- | --------------------- |
| 2011 | Maria Sánchez Yasmin Schnack | Brittany Augustine Whitney Jones | 7–6(7–2), 4–6, [10–7] |
| 2012 | Jacqueline Cako Sanaz Marand | Macall Harkins Chieh-Yu Hsu      | 7–6(7–5), 7–5         |
| 2013 | Robin Anderson Lauren Embree | Jacqueline Cako Allie Kiick      | 6–4, 5–7, [10–7]      |